# Francisco de Saldarriaga Irigoyen
Francisco de Saldarriaga e Irigoyen (* 6 de marzo de 1654 Elizondo, Navarra, Medellín, Antioquia, Colombia, 27 de octubre de 1704)
El fundador del apellido Saldarriaga en Antioquia, Colombia, fue el capitán y sargento mayor del Ejército Real Don Francisco de Saldarriaga e Irigoyen, natural de Elizondo en el Valle de Berroeta de Baztán, Reino de Navarra.
Su padre fue don Pedro de Saldarriaga (1626), su madre fue doña María de Irigoyen (1625). Contrajeron matrimonio en 1645.
Sus hermanos fueron Miguel Çaldarriaga Irigoyen (* 1656), Juan Çaldarriaga Irigoyen (* 1660) y Pedro Çaldarriaga Irigoyen (* 1663).
El caserío Zaldarriaga aún existe hoy en Etxaide, un barrio de Elizondo (43.º 8' 31" N 1.º 30' 35" W).
Francisco de Saldarriaga e Irigoyen se presume que llegó a Colombia después de 1675 y se casó el 11 de noviembre de 1684 en La Candelaria, Medellín, Antioquia, Colombia, con doña Catalina Jerónima de Castrillón Vásquez Guadramiros (1658), una de las hijas de don Mateo de Castrillón Bernaldo de Quiróz y doña Maria Vásquez Guadramiros,  de una de las familias más ricas e influyentes de la sociedad antioqueña antes de finalizar el siglo XVII.
Fueron padres de nueve hijos que bautizaron en La Candelaria, Medellín, cuatro de ellos sacerdotes y dos varones casados con descendencia,los que prolongaron el apellido hasta nuestros días.
Francisco de Saldarriaga e Irigoyen fue alférez real de Medellín y alcalde ordinario de primer voto de Medellín en los períodos de 1696 y 1703.
Don Francisco testó en Medellín el 24 de octubre de 1704, tres días antes de fallecer.